# Iside (nome)
Iside  è un nome proprio di persona italiano femminile.

## Varianti
- Femminili: Isida[1][2], Isidea[1], Isis[1]
- Maschili: Isido[1]

### Varianti in altre lingue
- Catalano: Isis[3]
- Ceco: Eset
- Francese: Isis
- Greco antico: Ισις (Isis)[2][4][5]
- Greco moderno: Ίσις (Isis)
- Inglese: Isis
- Islandese: Ísis
- Latino: Isis[2]
- Lituano: Izīda
- Lettone: Izidė
- Polacco: Izyda
- Russo: Исида (Isida)
- Spagnolo: Isis[3]
- Ucraino: Ісіда (Isida)
- Ungherese: Ízisz

## Origine e diffusione

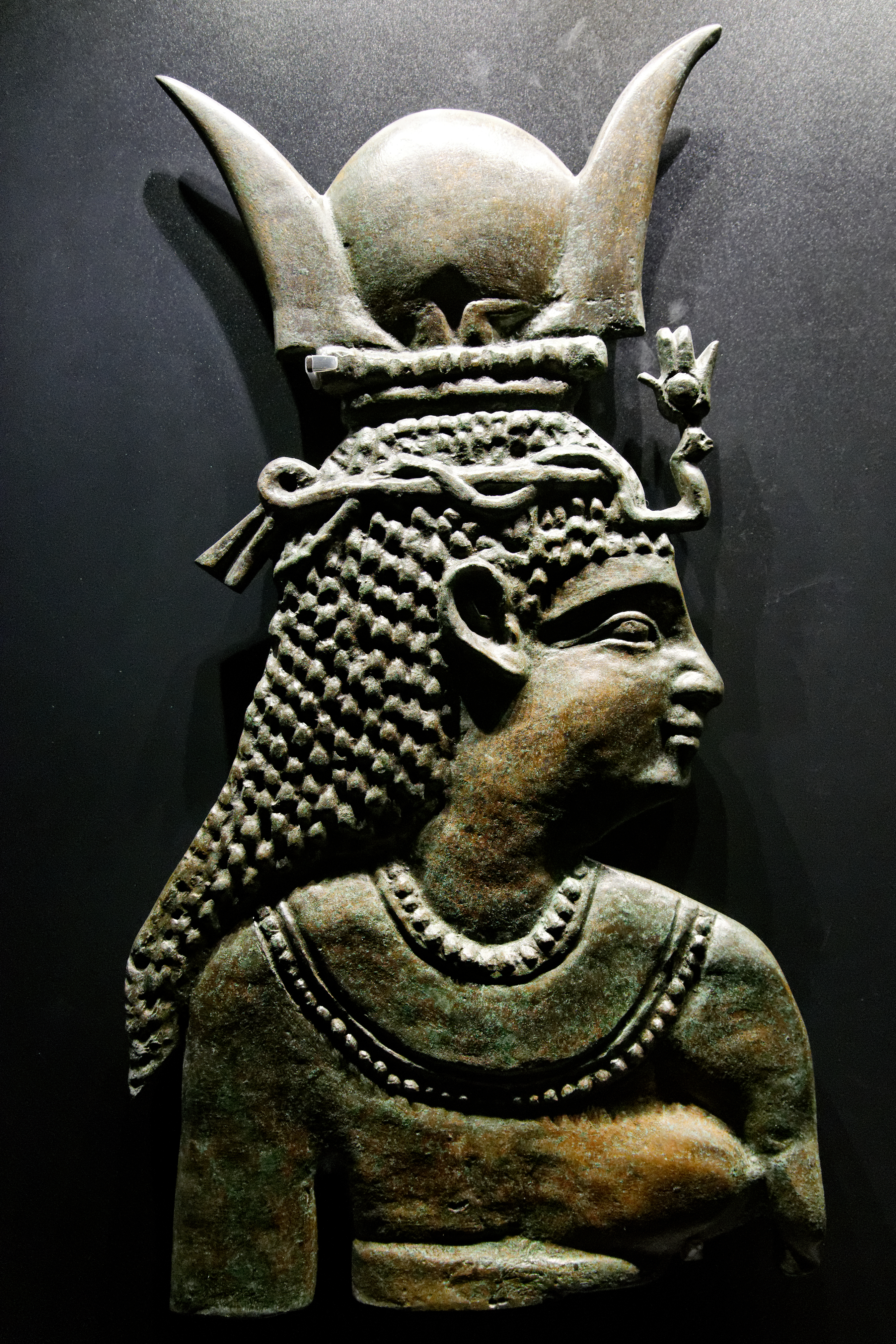
Rilievo in bronzo della dea Iside

Riprende il nome della divinità egizia Iside; tramite il greco Ισις (Isis) e il latino Isis, deriva dall'egizio Ist (o Iset, Ast o Ueset), che potrebbe forse significare "[colei del] trono". Il nome Iside è alla radice anche del nome Isidoro.
La diffusione di questo nome, comunque assai scarsa, più che di matrice classica è dovuta soprattutto all'opera di Giuseppe Verdi Aida, in cui la dea viene spesso nominata, nonché secondariamente per una raccolta di poesie di Giovanni Prati intitolata Iside.

## Onomastico
Il nome è adespota, cioè non è portato da alcuna santa, quindi l'onomastico ricorre il 1º novembre in occasione di Ognissanti.

## Persone

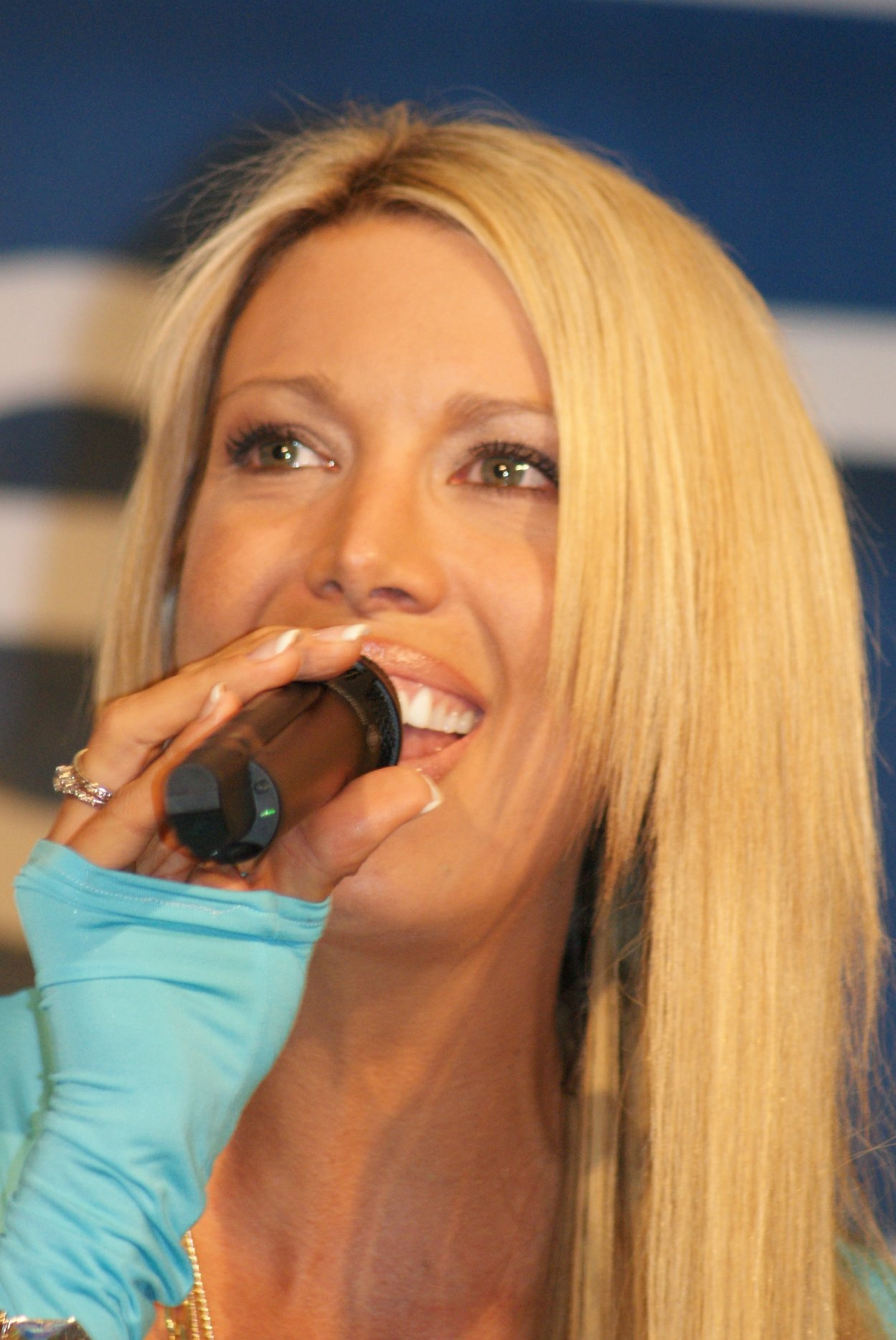
Isis Gee

- Iside, regina egizia, madre di Thutmose III
- Iside, regina egizia, figlia di Amenofi III
- Iside, principessa egizia, figlia di Ramses VI
- Iside Ta-Hemdjert, regina egizia

### Variante Isis
- Isis Casalduc, modella portoricana
- Isis Gee, cantautrice polacca
- Isis Holt, atleta paralimpica australiana
- Isis King, modella e stilista statunitense
- Isis Mussenden, costumista statunitense

## Il nome nelle arti
- Iside è il nome del cane della famiglia protagonista nella famosa serie televisiva Downton Abbey.